# Spikevax

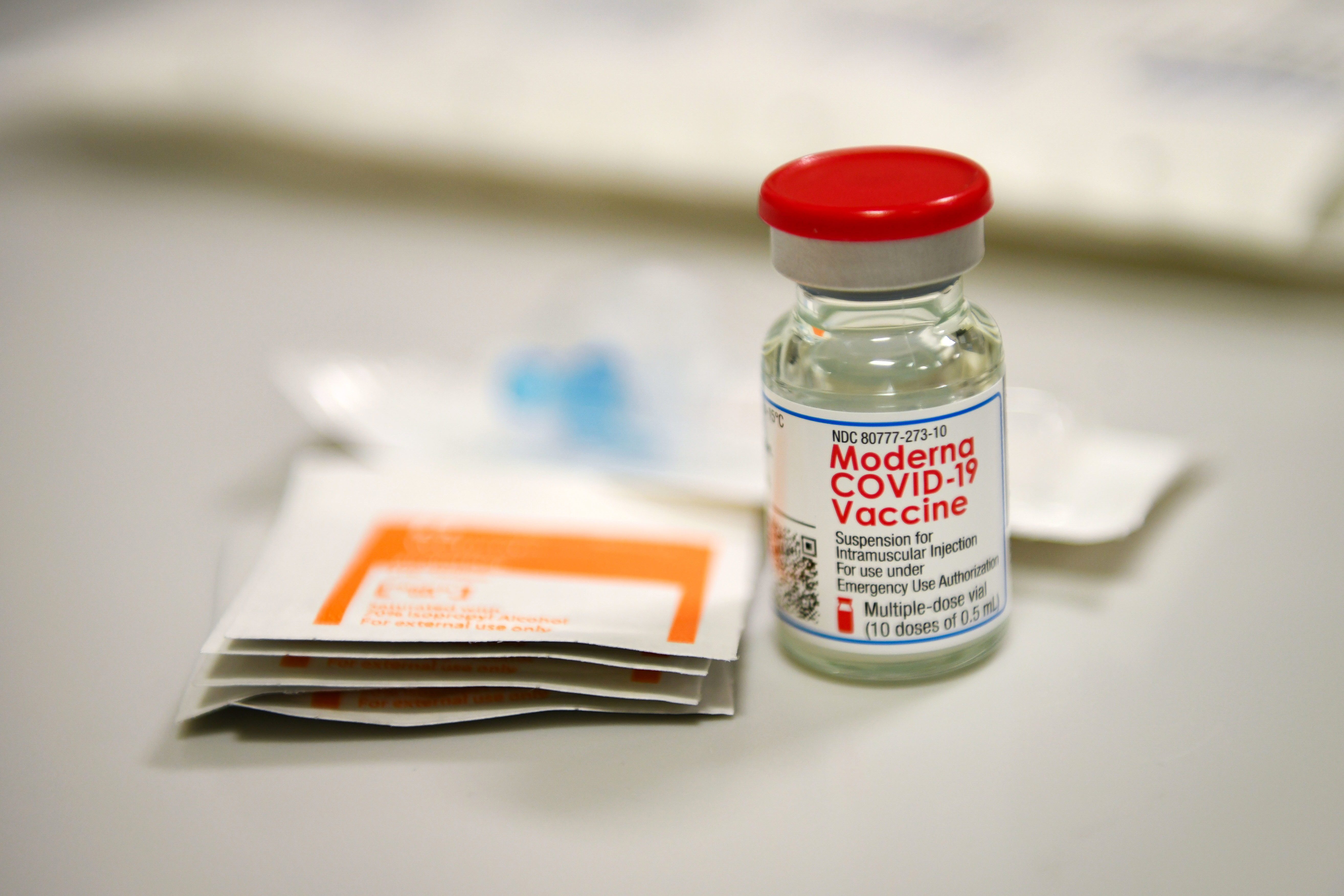

Spikevax, tidigare COVID-19 Vaccine Moderna och mRNA-1273 är ett covid-19-vaccin, som utvecklats 2020 av det amerikanska läkemedelsföretaget Moderna i samarbete med National Institute of Health. Det är det andra vaccin som fått godkännande av amerikanska Food and Drug Administration, den 18 december, dock endast för akutförsäljning. Detta skedde en vecka efter godkännande av Pfizers och BioNTechs covid-19-vaccin.
I januari 2020 tillkännagav Moderna att det påbörjat en utveckling av ett vaccin mot covid-19. Modernas vaccin är ett mRNA-vaccin, som kodar för virusets spikprotein. Arbetet skedde i samarbete med National Institute of Healths Vaccine Research Center i Bethesda i Maryland, där Barney Graham och Kizzmekia Corbett var ansvariga forskningsledare.
Den 25 maj 2020 inledde Moderna en klinisk fas II-studie på 600 vuxna deltagare för att bedöma säkerhet och skillnader i antikroppssvar mot två doser av sin vaccinkandidat. Moderna ansökte under hösten om tillstånd för akutförsäljning i bland annat USA och EU. Den 16 november 2020 påbörjades också löpande granskning av Europeiska läkemedelsmyndigheten (EMA) och den 1 december 2020 påbörjade myndigheten en process om tillfälligt försäljningstillstånd. Den 6 januari 2021 rekommenderade EMA godkännande och beslutet bifölls av EU-kommissionen samma dag.
Vaccinet är liksom Comirnaty (Pfizer BioNTech Covid-19 Vaccine) baserat på budbärar-RNA-teknologi. Det är avsett för två doser och kräver förvaring och distribution i frystemperatur, dock endast i –20 °C, jämfört med –75 grader för Pfizers och BioNTechs vaccin. Det kräver därför inte användning av kryofrysar. Tillståndet gäller inte för personer under 18 år, jämfört med under 16 år för Pfizers och BioNTechs covid-19-vaccin.
Den aktiva substansen i vaccinet kommer huvudsakligen att produceras av schweiziska Lonza Group i Visp i Schweiz och i Portsmouth i New Hampshire i USA. Det sista tillverkningssteget sker av andra kontraktstillverkande läkemedelsföretag: det svenska Recipharm och det amerikanska Catalent. Moderna kommer också att ha en viss produktion i sin 2018 uppförda fabrik i Norwood i Massachusetts.
Moderna COVID-19-vaccinet är godkänt för användning på någon nivå i 45 länder inklusive USA, Kanada, Europeiska unionen, Storbritannien, Israel och Singapore.
Den 15 mars 2021 startade Modernas andra COVID-19-vaccin (mRNA-1283) kliniska studier i fas ett.
Den 24 juni 2021 bytte Moderna namnet på sitt vaccin från COVID-19 Vaccine Moderna till Spikevax.

## Hur vaccinet fungerar
Modernas vaccin är baserat på mRNA, en teknik som vid pandemins början inte fanns i aktivt bruk mot någon sjukdom. Vaccinet använder sig av lätt modifierat RNA som kodar för virusets peplomerer (också kallade spikeproteiner eller S-proteiner), de "utskott" som sars-cov-2 använder för att ta sig in i den infekterade personers celler via strukturer på cellernas yta, som i sammanhanget kallas receptorer. Det RNA som utgör vaccinets aktiva del är inneslutet i ett hölje av fettartade ämnen, lipider. Lipiddroppen med sitt RNA tas upp av en cell, där ribosomerna läser av budbärar-RNA:ets instruktioner för att tillverka spikeprotein. Detta leder till att cellen producerar ett antalspik eproteiner, som sedan transporteras ut ur värdcellen i blodomloppet. RNA:et tränger inte in i cellkärnan, där cellens genom finns, och det bryts ned av cellen inom ett dygn efter injektionen.
Antigen-presenterande celler tar upp spikproteinet och presenterar det för T-hjälparceller, en typ av vita blodkroppar i blodomloppet. Detta leder till produktion av andra vita blodkroppar, dels mördar-T-celler och dels antikroppstillverkande B-celler.
När en person smittas, upptäcker mördarcellerna virusinfekterade celler och eliminerar dessa. Samtidigt hindrar antikroppar som producerats av B-cellerna viruset från att tränga in i friska celler.

## Distribution
Som andra mRNA-baserade vacciner måste mRNA-1273 lagras och distribueras i en fryskedja, i detta fall vid –20 °C. Det kan lagras i en frys vid –20 °C under sex månader och i kylskåp vid omkring +4 under 30 dagar. 

## Godkännande
I USA godkändes vaccinet för akutanvändning den 18 december 2020. Europeiska läkemedelsmyndighetens vetenskapliga kommitté påbörjade sin granskning vid ett sammanträde den 4 januari 2021 och fortsatte den vid ett sammanträde den 6 januari. EU godkände vaccinet den 6 januari 2021.